# أليس إل. بيريز سانشيز
أليس إل. بيريز سانشيز (بالإسبانية: Alice L. Pérez Sánchez)‏ هي باحثة كوستاريكية، ولدت في 23 ديسمبر 1963 في كوستاريكا.